# Prêmio Mineiro da Música Independente
O Prêmio Mineiro da Música Independente mais conhecido como PMMI, é um evento musical realizado no estado de Minas Gerais.

## História
Sediado em Belo Horizonte, o evento teve início no ano de 2005 e foi idealizado pelo músico e compositor Ronei Césa para homenagear a música, os músicos e as grandes personalidades mineiras.

## Categorias
- Pop
- Rock
- HardCore
- Eletrônico
- Samba
- Sertanejo
- Axé
- Rap
- Regional
- Destaque Nacional
- Destaque Internacional
- Erudito

## Artistas homenageados
- 14 Bis
- Milton Nascimento
- Skank
- Chico Lobo
- Jota Quest
- Vander Lee
- Celso Adolfo
- Wilson Sideral
- Pato Fu
- Maurício Tizumba
- Tianastácia
- Vagner Tiso

## Personalidades homenageadas
- Aécio Neves
- Aécio Ferreira da Cunha
- Cris do Morro
- Saulo Laranjeira
- Zé Maia
- Nárcio Rodrigues
- Pimenta da Veiga
- Márcio Valadão
- Aloísio Pimenta

## Apoio/Patrocínio oficial
- CEMIG
- Ministério da Cultura
- Governo de Minas
- Governo Federal